# Amt Parchimer Umland
Pour les articles homonymes, voir Umland.
L'Amt Parchimer Umland est un Amt de l'arrondissement de Ludwigslust-Parchim dans le land de Mecklembourg-Poméranie-Occidentale, dans le Nord de l'Allemagne.

## Communes
1. Domsühl (1 007)
2. Groß Godems (399)
3. Karrenzin (581)
4. Lewitzrand (1 440)
5. Obere Warnow (769)
6. Rom (827)
7. Spornitz (1 291)
8. Stolpe (348)
9. Ziegendorf (611)
10. Zölkow (786)